# Norte Maranhense
Norte Maranhense is een van de vijf mesoregio's van de Braziliaanse deelstaat Maranhão. Zij grenst aan de Atlantische Oceaan in het noorden en de mesoregio's Leste Maranhense in het oosten en zuidoosten, Centro Maranhense in het zuiden en Oeste Maranhense in het westen. De mesoregio heeft een oppervlakte van ca. 52.614 km². Midden 2004 werd het inwoneraantal geschat op 2.329.674.
Zes microregio's behoren tot deze mesoregio:
- Aglomeração Urbana de São Luís
- Baixada Maranhense
- Itapecuru Mirim
- Lençóis Maranhenses
- Litoral Ocidental Maranhense
- Rosário

Mesoregio's: Centro Maranhense · Leste Maranhense · Norte Maranhense · Oeste Maranhense · Sul Maranhense

Microregio's: Aglomeração Urbana de São Luís · Alto Mearim e Grajaú · Baixada Maranhense · Baixo Parnaíba Maranhense · Caxias · Chapadas das Mangabeiras · Chapadas do Alto Itapecuru · Chapadinha · Codó · Coelho Neto · Gerais de Balsas · Gurupi · Imperatriz · Itapecuru Mirim · Lençóis Maranhenses · Litoral Ocidental Maranhense · Médio Mearim · Pindaré · Porto Franco · Presidente Dutra · Rosário